# Songs for Sanity
Songs for Sanity (рус. Музыка для здравого ума) — второй сольный альбом американского гитариста John 5, выпущенный 13 сентября 2005 года на лейбле Shrapnel Records. В записи альбома приняли такие известные музыканты, как Альберт Ли и Стив Вай.

## Список композиций
Автор всех композиций John 5, за исключением некоторых.
| №   | Название              | Музыка                | Длительность |
| --- | --------------------- | --------------------- | ------------ |
| 1.  | «Damaged»             |                       | 3:04         |
| 2.  | «Soul of a Robot»     |                       | 3:34         |
| 3.  | «Gein with Envy»      |                       | 2:07         |
| 4.  | «Sin»                 |                       | 4:08         |
| 5.  | «Behind the Nut Love» |                       | 1:43         |
| 6.  | «Blues Balls»         | John 5, Кевин Савигар | 3:28         |
| 7.  | «Fiddler's»           |                       | 3:12         |
| 8.  | «Gods and Monsters»   |                       | 4:10         |
| 9.  | «2 Die 4»             | John 5, Кевин Савигар | 4:06         |
| 10. | «Death Valley»        | John 5, Кевин Савигар | 3:57         |
| 11. | «Perineum»            |                       | 5:07         |
| 12. | «Dénouement»          |                       | 4:17         |

## Участники записи
- John 5 — гитара, банджо, бас-гитара (кроме «Fiddler’s»), сопродюсер
- Стив Вай — гитара на второй половине каждого из двух основных соло («Perineum»)
- Альберт Ли — гитара на первом соло («Death Valley»)
- Ларри Клейн — бас-гитара («Fiddler’s»)
- Джош Джонс — бас-гитара («Fiddler’s»)
- Роджер Картер — барабаны («Gein with Envy», «Blues Balls», «Gods and Monsters», «2 Die 4», «Death Valley» и «Dénouement»)
- Аарон Росси — барабаны («Damaged», «Soul of a Robot», «Sin», «Fiddler’s» и «Perineum»)
- Сид Риггс — продюсер, клавишные (кроме «Blues Balls», «Gods and Monsters» и «2 Die 4»), звукорежиссёр, музыкальное программирование, микширование
- Кевин Савигар — продюсер, клавишные («Blues Balls», «Gods and Monsters» и «2 Die 4»), созвукорежиссёр
- Майк Варни — исполнительный продюсер
- Шон Иванс — микширование, ассистент звукорежиссёра
- Мэриэнн Билэм — фотограф
- Дейв Стивенс — графический дизайн, иллюстратор
- Тим Геннерт — мастеринг